# Perilitus peregrinus
Perilitus peregrinus är en stekelart som beskrevs av Herrich-Schäffer 1838. Perilitus peregrinus ingår i släktet Perilitus och familjen bracksteklar. Inga underarter finns listade i Catalogue of Life.